# Biedronka
Biedronka (Pools voor lieveheersbeestje, dit is dan ook het logo) is een supermarktketen in Polen met iets meer dan 3.000 vestigingen, 16 distributiecentra en 70.000 medewerkers (2020). Het is een discountwinkel en sinds 1998 eigendom van het Portugese concern Grupo Jerónimo Martins.
Biedronka verkoopt voornamelijk producten die in Polen zelf worden gemaakt. Veel van deze producten worden verkocht onder het eigen huismerk. Ook verkoopt de keten enkele producten die gemaakt worden in Portugal, zoals wijn.
In België en Nederland wordt de naam Biedronka ook gebruikt door een aantal supermarkten die zich richten op mensen met een Poolse achtergrond, maar deze staan los van elkaar en van de Poolse keten.